# Scott Player
Scott Darwin Player (* 17. Dezember 1969 in St. Augustine, Florida) ist ein ehemaliger US-amerikanischer American-Football-Spieler. Player spielte als Punter unter anderem in der National Football League (NFL) bei den Arizona Cardinals.

## Spielerlaufbahn
Player spielte nach Abschluss seines Collegestudiums ein Jahr in der Canadian Football League bei den Birmingham Barracudas. 1996 und 1997 versuchte er vergeblich in der NFL Fuß zu fassen und wurde von den Arizona Cardinals an die Frankfurt Galaxy, einer Mannschaft der World League of American Football, abgegeben. 1998 kehrte er nach Arizona zurück und konnte mit dem Team in die Play-offs einziehen. Die Mannschaft verlor dort mit 41:21 gegen die Minnesota Vikings. Player spielte neun Jahre bei den Cardinals.
2007 wechselte er zu den Cleveland Browns. 2008 befand er sich im Trainingslager der New England Patriots. 2009 wechselte er in die United Football League. In seiner NFL Karriere gelangen ihm 727 Punts mit einer durchschnittlichen Weite von 43,1 Yards.

## Ehrungen
Player wurde nach der Saison 2000 in den Pro Bowl gewählt.